# 세인트존피그트리구

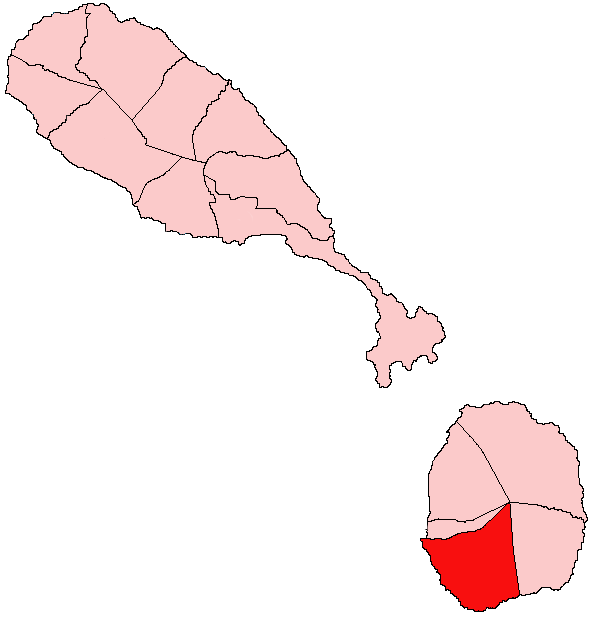
세인트존피그트리구의 위치

세인트존피그트리구(영어: Saint John Figtree Parish)는 세인트키츠 네비스의 구로 행정 중심지는 피그트리이며 면적은 22 km2, 인구는 2,922명(2001년 기준), 인구 밀도는 132.82명/km2이다. 네비스섬 남서부에 위치한다.